# Реконструјција химена
Реконструјција химена (РХ) или хименорафија (од грчких речи hymen - мембрана и raphḗ - шав) је оперативни захват којим се хируршки ствара химен, са циљем да изазове крварење током полног односа и лажно прикаже невиност. Ово лажно веровање о невиности је древно и налази се у многим норамама од постанка света.
Циљ ове реконструкције је да изазове крварење током сношаја након склапања брака, што се у неким културама погрешно сматра доказом невиности, иако је узврђено да отприлике половина жена које први пут имају вагинални однос не крвари. Мала студија је открила да од 19 жена које су биле подвргнуте хименорафији њих 17 није имало крварење при следећем сношају.  Такође утврђено је да се  реконструкција химена  заснива на лажном веровању да постоје нетакнути  и пробијени  химени, различити по изгледу или осећају, и да се прецизно не може утврдити да ли је неко девица по изгледу химена или затегнутости вагине. 
Реконструјција химена  се генерално не сматра обавезним делом гинекологшке праксе,  и више се сматра методом естетске хирургије. Како није опште прихваћена метода, она није поучавана или регулисана од стране медицинске професије.
Данас је доступна у неким центрима за пластичну хирургију, посебно у Сједињеним Америчким Државама, на Блиском истоку, Јужној Кореји и западној Европи, углавном као амбулантна (дневна) хируршка метода.   

## Веровања и заблуде
Реконструјција химена се заснива на лажном веровању да све жене крваре када први пут имају вагинални однос, иако је утвржено да само око половима жена крвари, па  чак трећина у једној неформалној анкети.  Неке девојчице се рађају без химена јер се код њих потпуна подела догодила у материци. Многе девојчице несвесно поцепају химен током јахања коња, спортских активности, стављања тампона или мастурбирања.  
Како химен има мало крвних судова, у моменту сношаја можда неће доћи до значајно крварења чак ни када је химен поцепан, док зидови вагине могу значајно крварити када су поцепани. У том случају крв на постељини при првом сношају је вероватније последица раздеротина на зиду вагине узроковане неадекватним вагиналним овлаживањем или присилним продирањем.    
Упркос уобичајеним културним веровањима, не постоје различита „неоштећена“ и „оштећена“ стања химена, па се стање химена не може користити за доказивање или оповргавање невиности.  Медицински стручњаци стога препоручују да се химен не описује као „неоштећен“ или „оштећен“. 
Химен се веома разликује по изгледу, па тако: 
- Незупчани химени , који у потпуности покривају вагину, могу изазвати здравствене проблеме и на срећу су ретки.

- Септирани, крибриформни и микроперфорирани химени такође могу изазвати медицинске потешкоће.

- Лабијатни, карункулати, сувишни, фимбријатни, полумесечасти и прстенасти химен су природне варијације.

Најчешћи облик химена је трака у облику полумесеца дуж задње ивице вагиналног отвора .Избочине, пукотине и зарези на ивици химена су нормални, чак и код новорођенчади.
Убацивање предмета (укључујући пенисе) у вагину може или не мора утицати на химен . Пенетрација пениса не доводи до предвидљивих промена женских гениталних органа. Након пубертета, химен је веома еластичан и може се растегнути током продирања без трагова повреда. Жене са потврђеном историјом сексуалног злостављања које укључује гениталну пенетрацију могу имати нормалан химен. Младе жене које кажу да су имале споразумни секс углавном не показују видљиве промене у химену. 
Химен природно има неправилности у ширини, а химен може спонтано и да зарасте без ожиљака. Видљиви прекиди химена, укључујући потпуне расцепе химена, такође су чести код девојака и жена које никада нису биле сексуално активне. 
По осећају или стезању није могуће утврдити да ли је неко раније имао вагинални однос. Затегнутост вагине при првом сношају углавном је узрокована нехотичним стезањем мишића карличног дна услед нервозе.  Такво невољно стискање може бити довољно снажно да отежава, боли или онемогући сношај; када се то догоди код жене која је раније могла да има вагинални однос, то се назива секундарни вагинизам. 

## Разлози
Реконструкција химена се захтева из различитих разлога:
- За неке би то могао бити културни или религиозни услов - иако већина религија не захтева да химен буде нетакнут за брак.

- За друге, то може бити из личних разлога или да симболизује невиност.

Без обзира на то зашто се неко одлучи на РХ, важно је напоменути да процедура не гарантује невиност и да се химен може поново поцепати у будућности.

## Метода и резултати
У чисто козметичкој процедури, током реконструкције химена ствара се мембрана без довода крви, понекад укључујући и желатинску капсулу вештачке супстанце налик крви. Током РХ, лекар ће користити шавове да поново затвори поцепани химен и/или га реконструише користећи ткива из оближњих делова тела. Операција често траје 1-2 сата, и временом је постала софистициранија. 
Ова операција је често изводи  у року од неколико дана пре намераваног брака.    
Пошто не постоји стандардни „нетакнут“ изглед химена, хирург мора креативно да обликује химен који је у складу са друштвеним очекивањима. 
Резултати операције могу углавном трајати до пет година, у зависности од начина живота и физичке активности. 

## Ризици
Главни ризици повезани са процедуром су исти као и код било које друге врсте операције, као што су инфекција, крварење и ожиљци. Такође је важно напоменути да не постоји гаранција да се реконструисани химен неће поново покидати у будућности услед јаких физичких активности или другог сексуалног односа.

## Доступност и законитост
Операције реконструкције химена су легалне у неким земљама, док друге земље забрањују сваку реконструкцију химена.  На пример, 2020. у Холандији су удружења професионалних хирурга прилагодила своје кодексе да забране РХ, а влада Холандије је изјавила да ће размотрити законску забрану ако се пракса настави. Разлог за то је број жена подвргнутих операцији РХ у Холандији која је у то време процењен на неколико стотина РХ годишње.   
Уједињено Краљевство је инкриминисало поступак (који се назива „хименопластика“) чак и уз пристанак, заједно са помагањем и подржавањем или нуђењем да се он спроведе, Законом о здравству и нези из 2022. године, истим законом је у Уједињеном Краљевству забрањено и тестирање невиности. 
Операција је популарна у земљама Блиског истока, посебно у Ирану, где се очекује да жене задрже невиност до брачне ноћи. Велики ајатолах Саииид Садек Рохани издао је фетву у којој се каже да је жена која је подвргнута реконструкцији химена невина, а мушкарац који је ожени не може да се разведе од ње на основу тога што није невина.